# Marek Mierzwiński
Marek Mierzwiński (ur. 30 marca 1970) – polski trener siatkarski, działacz Zachodniopomorskiego Związku Piłki Siatkowej (prezes zarządu), były pierwszy trener zespołu Grupa Azoty Chemik Police.
Na początku swojej kariery szkoleniowej Marek Mierzwiński trenował zespół kadetek Chemika Police, z tą drużyną zajął 2. miejsce w mistrzostwach Polski kadetek. Pracę w Piaście Szczecin zaczynał jako trener grup młodzieżowych. W 2002 roku zdobył z juniorkami szczecińskimi tytuł mistrzyń Polski. Potem na krótko wyjechał do Gdańska - był trenerem Gedanii grającej w ekstraklasie. W latach 2003–2005 opiekował się też kadrą polskich siatkarek plażowych. 
Od sezonu 2007/2008 był I trenerem Piasta Szczecin, wcześniej był asystentem trenera Ireneusza Kłosa. Gdy po sezonie 2008/2009 zespół ze Szczecina popadł w długi finansowe i przestał istnieć, Mierzwiński przyjął ofertę nowo założonego klubu KS Piecobiogaz Murowana Goślina. Z tym zespołem awansował do I ligi kobiet w sezonie 2009/2010, tuż po awansie klub za porozumieniem stron rozwiązał z nim umowę. Od sezonu 2010/2011 jest trenerem Zawiszy Sulechów. W sezonie 2013/2014 wraz z Zawiszą Sulechów awansował do I ligi kobiet. Sezon 2014/2015 przyniósł mu kolejne zwycięstwo z Zawiszą Sulechów tytułowane jako Mistrzostwo Polski w I Lidze Kobiet. Ze względu na zmienione regulaminu wewnętrzne PZPS i PLPS oraz zamknięcie Orlen Ligi, to zwycięstwo nie było równoznaczne z awansem do najwyższej klasy rozgrywkowej. To wydarzenie, problemy finansowe klubu oraz nieprzychylność władz miasta Sulechów spowodowały konieczność wycofania Zawiszy Sulechów z rozgrywek w trakcie sezonu 2015/2016. Od sezonu 2016/2017 do 28 lutego 2022 Marek Mierzwiński pełnił funkcję asystenta trenera w Chemiku Police. 
Od maja 2021 r. pełni funkcję prezesa Zachodniopomorskiego Związku Piłki Siatkowej oraz jest członkiem komisji piłki plażowej przy PZPS.
Od 28 lutego 2022 do 17 stycznia 2023 pełnił funkcję pierwszego trenera w zespole Grupa Azoty Chemik Police, zastępując na tym stanowisku Jacka Nawrockiego.